# Parroquia de San Juan Bautista (La Orotava)
La parroquia de San Juan Bautista, se ubica en la Calle San Juan en la villa de la Orotava (Tenerife, Canarias, España).  

## Historia
Esta parroquia surge de la anterior ermita del Farrobo que construyeron los vecinos de la villa arriba en el siglo XVII. 
La actual parroquia está situada en unos antiguos terrenos azucareros del genovés Tomás Justinianeo. Tras veinte años de lucha los vecinos del Farrobo consiguieron la independencia y los medios necesarios para adecentar la ermita. 
La colocación del Santísimo en la ermita el 19 de marzo de 1861 colmó de satisfacción a los vecinos. Surgieron problemas cuando la parroquia matriz de la Inmaculada Concepción delimitó los límites parroquiales haciendo que los beneficiados de la Concepción administraran sacramentos en San Juan.  
El edificio pudo ser bendecido en agosto de 1747 tras dos décadas de obras, aunque no se terminó el traslado hasta 1758 donde la actual torre no había sido edificada.  
La torre de la parroquia fue ordenada a construir el obispo Delgado y encomendada a Don Mateo González Grillo (1724-1771)  que realizó además numerosas donaciones a la parroquia. Todo este proceso necesitó mucho tiempo, y fue imprescindible el apoyo de los patrocinadores debido a la penuria económica. 

## Actualidad
Actualmente la parroquia cuenta con diversas imágenes así como también diferentes óleos. 
Entre las imágenes que posee la parroquia destacan la del Señor Atado a la Columna que está ubicada en la nave lateral izquierda en el centro del retablo que compone junto a la Virgen de Gloria y la Magdalena ambos procesionados el Jueves Santo junto al enamorado de la villa (San Juan Evangelista). 
Otra de las imágenes que más devoción tienen en el templo es la de la Virgen del Carmen llegada a la parroquia en el siglo XIX. Está preside un retablo de madera parcialmente sobredorada que primero fue propiedad de la Virgen de los Remedios , patrona de la iglesia junto a San Juan Bautista, el cual contaba con un sagrario donde actualmente se encuentra el Cristo de las Tribulaciones. A la derecha se encuentra la imagen de Santa Lucía y de San José. 
La parroquia también tiene una destacable colección de plata en la que sobre￼ la que destacan la urna del Cristo Yacente así como la custodia grande que procesiona en la Asunción. Otra obra importante es la traza del tabernáculo realizado por  en 1783 donde hoy en día se encuentra el sagrario principal de la parroquia.
- Datos: Q97181156
- Multimedia: Church of San Juan Bautista, La Orotava / Q97181156